# Luigi Garlatti Venturini
Luigi Garlatti-Venturini (Sinaia, 16 de marzo de 1885-Ancona, 3 de agosto de 1962) fue un arquitecto italiano.

## Biografía
Luigi Garlatti Venturini hace parte de una familia de origen friulana integrada por numerosos artistas. Su abuelo fue un distinguido escultor de madera en Venecia, mientras que su padre, Domenico, viajó a temprana edad a Rumanía, donde trabajó como arquitecto de la familia real en Sinaia. A sus cinco años, después de la muerte de su madre, se vio obligado a regresar con sus abuelos italianos a Forgaria en el Friuli, en provincia de Udine. Habiéndose graduado como arquitecto, logró conseguir la cátedra de arquitectura, teoría de las sombras, geometría descriptiva e historia de la arte en la Real Academia de Bellas Artes de la Marca en Urbino.
Cerrada la Academia en 1924, intentó acceder al título de profesor vitalicio obtenido mediante concurso real, pero solo participando en un segundo concurso logró ocupar el cargo en el Instituto científico de Reggio Emilia. Durante la guerra y la evacuación, se hospedó durante dos años en Corinaldo, con la familia de uno de sus discípulos, también arquitecto, Antonio Dominici, por el cual tuvo siempre especial aprecio.
Algunos de sus alumnos fueron Eusebio Petti, Giovanni Gosgnach y otros protagonistas de la reconstrucción durante la posguerra en la Marca. Su actividad de diseñador fue muy intensa, y aunque algunos sus proyectos se desarrollaron en Ancona, tuvo otros cuantos fuera de la capital de la Marca. A pesar de su preferencia por la arquitectura sagrada, participó en numerosos concursos para edificios públicos y diseñó también diversas viviendas privadas.
En la Marca desarrolló su profesión principalmente en las provincias de Ancona y Pesaro, aunque también trabajó en el Veneto y en el Friuli Venecia Giulia. En el campo urbanístico mostró un particular interés en el proyecto de alojamiento del Astagno de 1929, y en la apertura de las calles Stamira y Garibaldi en Ancona. También participó en el proyecto de 1936 de ampliación de la vía del común, hoy Pizzecolli, para la cual Garlatti pensó en porches laterales que habrían dado mayor espacio y aire a la vía, facilitado el pasaje de los peatones. En el proyecto de 1950 para el alojamiento de la colina de Guasco, después de las destrucciones causadas por la guerra, previó la reconstrucción de las casas de los obreros que trabajaban en el astillero y una calle de subida a la colina de la catedral.

## Títulos y condecoraciones
|  | Oficial de la Orden al mérito de la República italiana Roma, 2 de julio de 1957. |